# Antonio Cascini
Antonio Cascini (Lagonegro, 1792 – Lagonegro, 1854) è stato un pittore italiano.
Effettuò gli studi presso l'Istituto di Belle Arti di Napoli ed operò principalmente tra il Lagonegrese e il Cilento, dove sono conservati diversi affreschi e quadri ad olio. L'opera più nota si trova nella Chiesa della Madonna del Rosario a Lagonegro, un affresco raffigurante il Giudizio Universale, realizzato nel 1824, imitazione dell'opera di Michelangelo Buonarroti esposta nella Cappella Sistina.
Altre due opere si trovano, sempre a Lagonegro, nella Chiesa della Santissima Trinità: una tela dipinta ad olio della Santissima Trinità e un affresco del controsoffitto L'Esaltazione del Sacramento. Altri quadri e affreschi sono conservati in varie chiese di Torraca e Vibonati.